# Таен македоно-одрински кръжок
Тайният македоно-одрински кръжок е основан в Санкт Петербург през 1900 г. Неговата цел според учредителния протокол е: „Да подпомага материално и морално македонското дело и, според своите възможности, да следи за неговото развитие“. Един от учредителите на кръжока е Кръсте Мисирков, който когато се премества в Санкт Петербург през 1902 г., става и негов председател. Кръжокът е в пряка връзка с Върховния македонски комитет в София, на когото се отчита за дейността си. Мотивите си за създаването на кръжока Мисирков излага до председателя на Върховния македоно-одрински комитет в София така: Известно е, че няма българин който да не се интересува от положението и съдбата на онази страна от отечеството ни, която до днес стене под игото на Турция. Впоследствие кръжокът прераства в Македоно-Одринско дружество, като негови подразделения се разкриват в повечето градове в Русия, където следват български студенти. То обаче просъществува до 1906 година, след което окончателно се слива с Общобългарското студентско дружество, преустановявайки самостоятелната си дейност.